# Gal-sen
Gal-sen (ギャルせん Gyaru-sen?) es una serie de manga japonés escrito e ilustrado por Meguru Ueno. Se publica por entregas en la revista de manga seinen Shūkan Young Magazine de Kōdansha desde el 13 de septiembre de 2021, y hasta el momento se ha recopilado en cinco volúmenes tankōbon.

## Argumento
En el pasado, el aún joven Sora Nezu era muy cercano a su vecina mayor, Suzune Nekogami, al punto en que pasaban casi todo el día juntos. El tiempo ha pasado, y por el azar del destino, Sora ahora debe lidiar con Suzune como alumno y maestra, pero cuando nadie los ve, una relación intensa se desarrolla entre ambos.

## Personajes
Sora Nezu (根津 宙?)
Protagonista masculino. En su infancia, era el vecino y mejor amigo de Suzune, con una cercanía tal de que llegaban a bañarse juntos, pero un día, Suzune lo provocó sexualmente, despertando la Libido de él, rechazándola al no entender que era esa sensación. En la actualidad es un estudiante de primer año de preparatoria, siendo Suzune su profesora de educación física, siendo constantemente provocado por ella. Su deseo es el descubrir porqué ahora ella es una Gal y mantenerse cercano a ella.
Suzune Nekogami (猫嚙 すずね?)
Protagonista femenina. Era la vecina y amiga de Sora, con quien disfrutaba pasar el rato. En la actualidad es profesora de educación física en el curso de él, y disfruta provocarlo eróticamente para que él reconozca que es un pervertido, pero en realidad siempre estuvo enamorada de él, seduciéndolo intensamente para que el acepte los sentimientos de ella y los suyos propios.
Mamiko Hitsuji
Es la enfermera de la preparatoria, y excompañera y mejor amiga de Suzune. Sufre de Miopía y prácticamente no ve sin sus lentes, además de ser algo atolondrada. Suele protagonizar escenas indecorosas con Sora por su torpeza, pero en realidad lo hace intencionalmente, ya que lo considera su objeto sexual.
Maina Uzuki
Compañera de clase de Sora y la chica más popular de la misma, siendo una Gal con presencia en las redes. Le gusta ser el centro de atención de todos, siendo Sora el único que la ignora, lo que la disgusta completamente. Pero luego, al tener situaciones eróticas involuntarias, comienza a obsesionarse con él al punto de generar ella misma momentos eróticos e incluso intentar rivalizar con Suzune al descubrir la cercanía de ella con Sora
Samejima y Kamoi
Son compañeros de Sora y Maina, tanto en las clases como en el club de biología, del cual Suzune es la docente consejera. Se anotaron al mismo principalmente para holgazanear, ignorando ambos las situaciones eróticas entre Sora, Suzune y Maina
Aoi Althea Blancheval
Es la profesora de inglés del curso de Sora y la consejera del club de estudios sociales. Celosa de la popularidad de Suzune, busca rivalizar con ella, principalmente espiando las actividades del club de biología. Pero siempre pierde al quedar en situaciones indecorosas con Sora
Tsukasa Saginomiya
Miembro del club de estudios sociales, conoce a Sora cuando en un festival cultural ambos clubes quedan empatados y deciden una muerte súbita en una pelea de artes marciales. Luciendo como un chico por tradición familiar, Tsukasa intenta derrotar a Sora pero éste accidentalmente descubre que Tsukasa es una chica y la protege. Conmovida por el hecho, Tsukasa confiesa su condición de travestismo y se enamora de Sora declarándose inmediatamente. A pesar de haber sido rechazada, Tsukasa intentará conquistar a Sora de cualquier manera.

## Publicación
Gal-sen es escrito e ilustrado por Meguru Ueno. Comenzó a serializarse en la revista de manga seinen Shūkan Young Magazine de Kōdansha el 13 de septiembre de 2021. Kōdansha recopila sus capítulos individuales en volúmenes tankōbon. El primer volumen fue publicado el 4 de febrero de 2022, y hasta el momento se han lanzado cinco volúmenes.
| Volúmenes de manga publicados | Volúmenes de manga publicados | Volúmenes de manga publicados |
| Número                        | Fecha de publicación          | ISBN                          |
| ----------------------------- | ----------------------------- | ----------------------------- |
| 1                             | 4 de febrero de 2022          | ISBN 978-4-06-526837-7        |
| 2                             | 6 de mayo de 2022             | ISBN 978-4-06-527786-7        |
| 3                             | 5 de agosto de 2022           | ISBN 978-4-06-528808-5        |
| 4                             | 4 de noviembre de 2022        | ISBN 978-4-06-529806-0        |
| 5                             | 6 de febrero de 2023          | ISBN 978-4-06-530706-9        |
| 6                             | 8 de mayo de 2023             | ISBN 978-4-06-531725-9        |